# شینشینگ کانتی
شینشینگ کانتی (به لاتین: Xinxing County) یک شهرستان در جمهوری خلق چین است که در یانفو واقع شده‌است.

## خصوصیات
شینشینگ کانتی ۴۲۸٬۴۱۰ نفر جمعیت دارد.